# پل آبرسان ورامینک
پل آبرسان ورامینک مربوط به دوره قاجار است و در شهرستان شهریار، بخش مرکزی، روستای ورامینک واقع شده و این اثر در تاریخ ۱۱ شهریور ۱۳۸۲ با شمارهٔ ثبت ۹۸۹۸ به‌عنوان یکی از آثار ملی ایران به ثبت رسیده است.